# Scharlakansgumpad kasik
Scharlakansgumpad kasik (Cacicus uropygialis) är en fågel i familjen trupialer inom ordningen tättingar

## Utbredning och systematik
Scharlakansgumpad kasik delas in i tre underarter med följande utbredning:
- Cacicus uropygialis microrhynchus – förekommer från nordostligaste Honduras till östra Panama (förutom Darién)
- Cacicus uropygialis pacificus – förekommer från östra Panama (Darién) till västra Colombia och västra Ecuador (El Oro)
- Cacicus uropygialis uropygialis – förekommer i Anderna från Colombia till nordvästra Venezuela, östra Ecuador och sydöstra Peru

Dess systematik är omtvistad, där pacificus och microrhynchus behandlats som egna arter alternativt tillsammans som arten C. microrhynchus. I världslistan AviList hålls de samlade tills vidare i väntan på fler studier av eventuella lätesskillnader och genflöde dem emellan.

## Status
IUCN bedömer hotstatus för underarterna var för sig, alla som livskraftiga.